# Алдашев, Суиндик Тасеменович
Суиндик Тасеменович Алдашев (каз. Сүйіндік Тасеменұлы Алдашев; 25 июня 1963; Красноводск, Туркменская ССР, СССР) — казахстанский почётный работник нефтяной и газовой промышленности, депутат Сената Парламента Республики Казахстан от Мангистауской области (с 13 августа 2020 года).

## Биография
Родился 25 июня 1963 года в городе Красноводск Туркменская ССР, СССР.
Отец — Тасемен Челеевич Алдашев (1913—1994), школьный педагог, отличник народного просвещения Казахской ССР, ветеран Великой Отечественной войны, почётный гражданин города Жанаозен.
В 1986 году окончил Московский институт нефти и газа имени И. М. Губкина по специальности «горный инженер», а в 2008 году Центрально-Азиатский университет в Алматы по специальности «экономист».
Трудовую деятельность начал в 1979 году с должности токаря Узеньского управления буровых работ. После работал помощником бурильщика, помощником бурового мастера, инженером базы производственного обслуживания, буровым мастером, заместителем начальника технологического отдела в Жанаозенском управлении буровых работ.
С 1994 по 1996 год — начальник линейной производственно-диспетчерской станции (ЛПДС) «Узень» Южного управления магистральными нефтепроводами АО «КАзТрансОйл»;
С 1996 по 1998 год — заместитель начальника по транспортно-техническому обслуживанию Мангистауского нефтепроводного управления Западного филиала АО «КазТрансОйл»;
С 1998 по 1999 год — начальник ЛПДС «Актау» Западного филиала АО «КазТрансОйл»;
С 1999 по 2000 год — начальник отдела эксплуатации нефтепроводов Западного филиала АО «КазТрансОйл»;
С 2000 по 2004 год — главный инженер, первый заместитель директора, директор Актюбинского филиала ЗАО «КазТрансОйл»;
С 2004 по 2010 год — начальник, начальник службы эксплуатации магистральных трубопроводов Мангистауского нефтепроводного управления Западного филиала «КазТрансОйл»;
С 2010 по 2012 год — главный инженер Мангистауского нефтепроводного управления Западного филиала «КазТрансОйл»;
С 2012 по 2017 год — первый заместитель акима Мангистауской области.
С ноябрь 2017 по август 2020 год — первый Вице-президент АО «Каражанбасмунай».
13 августа 2020 года был избран депутатом сената парламента Республики Казахстан от Мангистауской области.

## Награды и звания
- 2010 — почётное звание «Қазақстан Республикасының Магистралды құбыр көлігінің құрметті қызметкері» («Заслуженный работник магистральных трубопроводов Республики Казахстан»).
- 2016 — Медаль «25 лет независимости Республики Казахстан»[5]
- 2018 — Медаль «20 лет Астане»[6]
- 2019 — Орден Курмет[7]
- 2021 — Медаль «30 лет независимости Республики Казахстан»;